# أبوسوم نحيل شمالي
أبوسوم نحيل شمالي (الاسم العلمي:Gracilinanus marica)، هو نوع من الأبوسوم يتواجد في كولومبيا وفنزويلا.